# Debre Tabor
Debre Tabor är en ort i Etiopien.   Den ligger i regionen Amhara, i den nordvästra delen av landet, 300 km norr om huvudstaden Addis Abeba. Debre Tabor ligger 2 692 meter över havet och antalet invånare är 32 659.
Terrängen runt Debre Tabor är huvudsakligen kuperad. Debre Tabor ligger uppe på en höjd. Runt Debre Tabor är det ganska tätbefolkat, med 214 invånare per kvadratkilometer. Det finns inga andra samhällen i närheten. Trakten runt Debre Tabor består till största delen av jordbruksmark.